# 4329 Miró
4329 Miró eller 1982 SX2 är en asteroid i huvudbältet som upptäcktes den 22 september 1982 av den amerikanska astronomen Laurence G. Taff i Socorro, New Mexico. Den är uppkallad efter den spanske konstnären Joan Miró.